# Liste der Krönungen französischer Monarchen

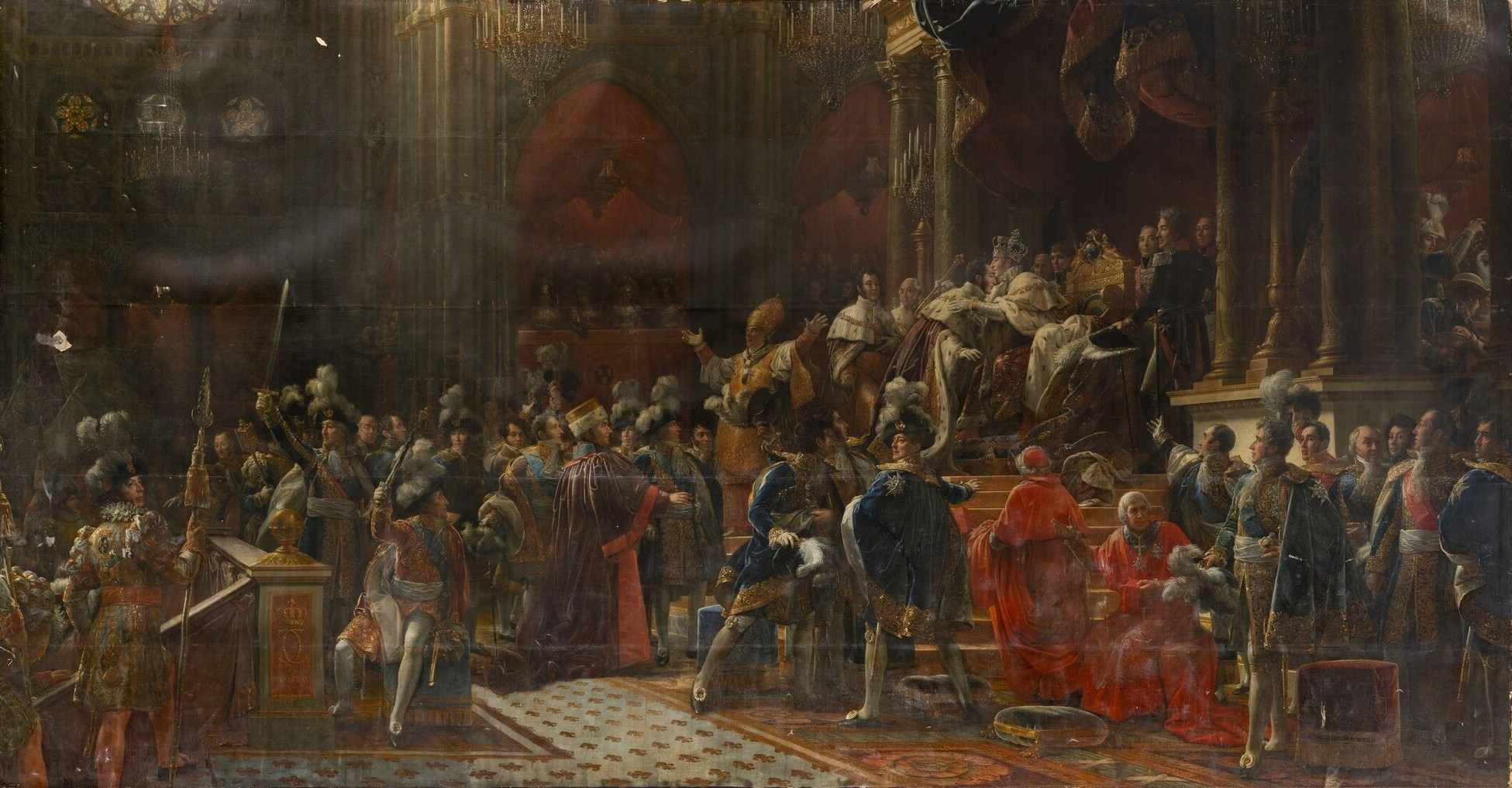
Die Krönung des Königs Karl X. im Jahr 1825 war die letzte Krönung eines französischen Monarchen. Gemälde von François Pacal Simon Gérard, um 1827.

Die Liste der Krönungen der französischen Monarchen beinhaltet alle Erstkrönungen der Könige und Kaiser von Frankreich von der Teilung des fränkischen Reichs im Vertrag von Verdun im Jahr 843 bis zur letzten Krönung eines Monarchen im Jahr 1825.

### Karl der Kahle
Dem althergebrachten Brauch der fränkischen Herrschaftsteilung folgend wurde Karl der Kahle bereits im September 832 von seinem Vater, dem König der Franken und römischen Kaiser Ludwig dem Frommen, zum König erhoben und mit dem Unterkönigreich Aquitanien ausgestattet. Allerdings geschah diese Königserhebung ohne die unter den Karolingern bereits üblich gewordene Weihe durch die sakralen Handlungen der Salbung und Krönung. Diese zwei Komponenten waren aber seit der Herrschaft König Pippins des Jüngeren unabdingbar zur Erlangung des Königsheils, durch das ein Mensch zur Herrschaft befähigt wurde. Karl dem Kahlen wurde Aquitanien nach wenigen Jahren wieder entzogen, bis er 839 schließlich das Land zwischen Maas und Loire, die westliche/neustrische Francia erhielt. Nach den folgenden Bruderkriegen unter den Karolingern erhielt er schließlich bei der Herrschaftsteilung im Vertrag von Verdun 843 das westliche Regnum einschließlich die Oberhoheit über Aquitanien zugesprochen, die westfränkischen Großen erkannten ihn als ihren König an.
Erst im Jahr 848 empfing Karl der Kahle in Orléans die volle herrschaftliche Weihe durch Salbung und Krönung, es ist dabei allerdings umstritten zu welchem Zweck. Der Vermerk des Bischofs Prudentius von Troyes suggeriert, dass sich Karl lediglich zum König von Aquitanien hat krönen lassen, da er im Anschluss an diesen Akt daranging, seinen Neffen, König Pippin II. von Aquitanien, zu entmachten, um Aquitanien seiner direkten Herrschaft zu unterstellen. Ähnlich ging er 869 nach dem Tod seines Neffen Lothar II. vor, indem er Lotharingien besetzte und sich in Metz zu dessen König krönen ließ. Eine Proklamationsurkunde des in Orléans ausführenden Erzbischofs Wenilo von Sens lässt aber den Schluss zu, dass sich Karl der Kahle im Jahr 848 umfassend in die herrschaftlichen Würden eines fränkischen Königs nach karolingischen Brauch hat einsetzen lassen und dass dieser Akt für sein gesamtes Regnum Gültigkeit besaß.

### Mehrfachkrönungen
Die hier aufgeführte Liste nennt alle Erstkrönungen der westfränkischen bzw. französischen Könige und Kaiser, also jene Termine an welchen die Monarchen ihre Weihen und damit ihre Befähigung zur Herrschaftsausübung empfangen haben. Besonders im Mittelalter war es allerdings üblich, dass sich Könige mehrmals haben krönen lassen. Häufig geschah dies bei besonderen festlichen Anlässen religiöser wie auch politischer Natur. Meistens aber wurden die Könige anlässlich der Krönungen ihrer Ehefrauen erneut gekrönt.
Besonders erwähnenswerte Zweitkrönungen war jene von König Karl dem Kahlen, der sich am 9. September 869 in Saint-Étienne in Metz durch Erzbischof Hinkmar von Reims zum König von Lotharingien krönen ließ. Weiterhin wurde er am 25. Dezember 875 in Rom von Papst Johannes VIII. zum römischen Kaiser gekrönt. König Ludwig II. dem Stammler wurde erneut am 7. September 878 in Troyes die Krone aus der Hand Papst Johannes VIII. aufgesetzt und König Odo bekräftigte sein Königtum am 13. November 888 durch eine zweite Krönung in Reims.

### Ort

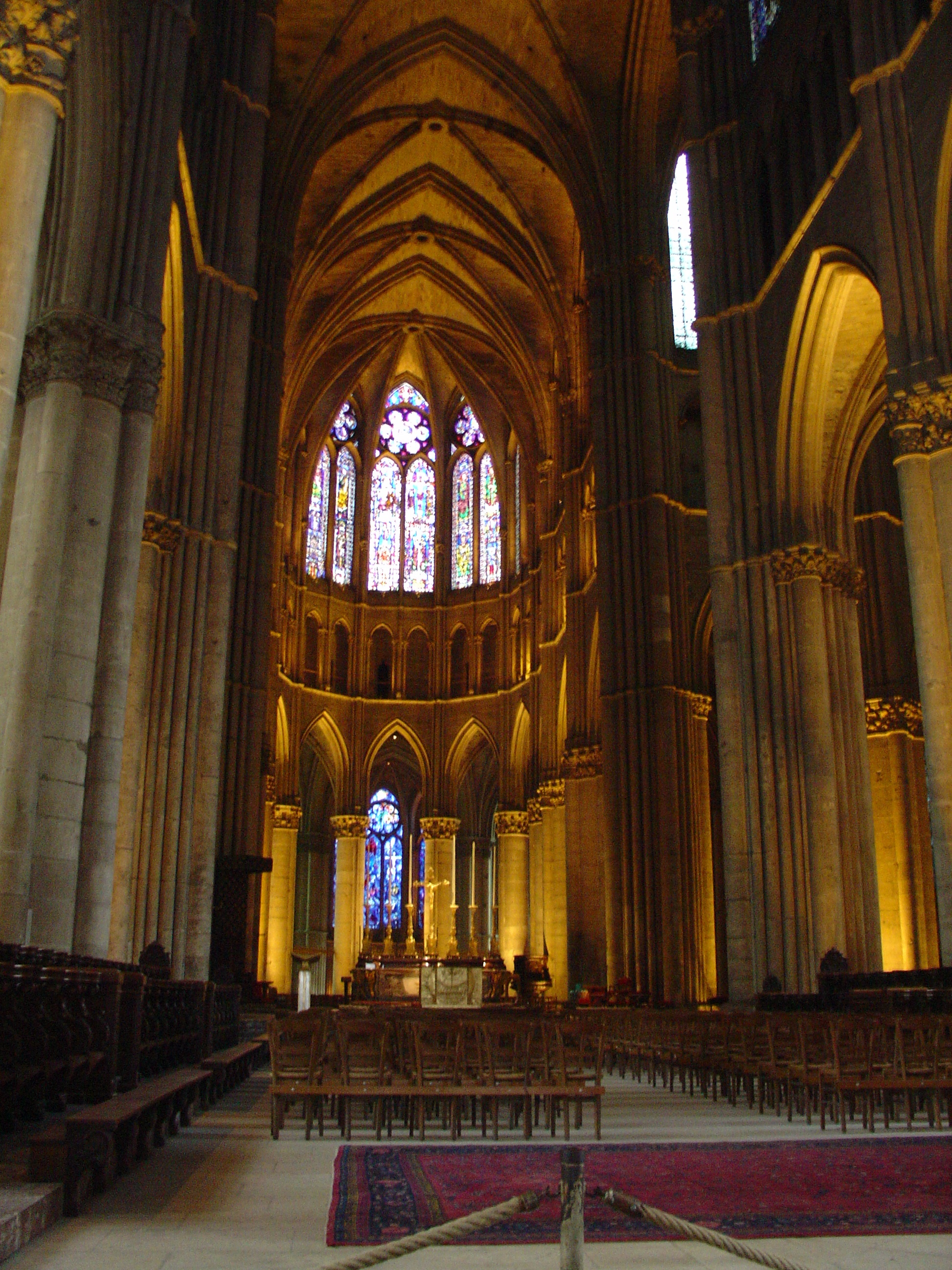
Die Kathedrale Notre-Dame in Reims war seit dem 11. Jahrhundert der traditionelle Ort der Krönung.

Unter den Karolingern und ersten Kapetingern variierten die Orte zur Krönung, zumeist war dies den politischen Umständen geschuldet. Seit dem 11. Jahrhundert kristallisierte sich aber mit der Kathedrale Notre-Dame in Reims ein fester Ort zur Verleihung der königlichen Weihen heraus. Am Ort der Taufe des ersten Frankenkönigs Chlodwig I. fand das kapetingische Königtum einen ideellen und spirituellen Anknüpfungspunkt an die Herrschertraditionen der Merowinger. Das in der Abtei Saint-Remi aufbewahrte Salböl, mit dem Chlodwig der Legende nach gesalbt wurde, diente seither auch bei den Weihen der kapetingischen Monarchen. Dem Erzbischof von Reims als Nachfolger des heiligen Frankenapostels Remigius gebührte seither auch das Privileg zur Erteilung der Weihen und das obwohl er in der französischen Kirchenhierarchie hinter dem Erzbischof von Sens zurückstand.
Sofern Königinnen zum Zeitpunkt der Krönungen ihrer Gatten bereits mit ihnen verheiratet waren, wurden sie in der Regel mit ihnen in Reims gekrönt. Bei Königinnen die einem bereits amtierenden König angeheiratet wurden, erteilte man hingegen die Weihen an einem anderen Ort. Zumeist war dies die Abtei Saint-Denis bei Paris, welche dem Schutzheiligen der Dynastie Dionysius geweiht war und deshalb in einem engen religiösen Verhältnis zum Königtum stand. Auch wurde häufig die königliche Privatkapelle (Sainte-Chapelle) genutzt, die von dem Familienheiligen Ludwig IX. (Saint-Louis) gebaut wurde.

### Königinnen
Sofern Königinnen mit einem bereits amtierenden König verheiratet wurden, geschah ihre Krönung zumeist am Ort der Hochzeit einen oder wenige Tage darauf. Die erste Königin, deren Krönung schriftlich vermerkt wurde, ist Emma, die Ehefrau König Rudolfs. Sie wurde erst einige Monate nach ihrem Mann allein in Reims gekrönt, während sich der König im Kampf gegen seine Feinde befand. Das war ein Umstand, den die Chronisten ihrer Zeit für erwähnenswert hielten. Inwiefern die Ehefrauen der vorangegangenen Herrscher gekrönt wurden, ist nicht festzustellen.
Unter dem Haus der Bourbonen wurde auf eine Krönung der Königinnen ganz verzichtet. Eine Ausnahme stellt hier nur Maria von Medici dar, die sich einen Tag vor der Ermordung ihres Mannes, König Heinrich IV., hat krönen lassen. Sie war damit auch die letzte gekrönte Königin.

## Liste der Krönungen

### Karolinger und Robertiner
| Bild                 | König und Königin                     | Datum                                    | Ort                                      | Ausführender                   |
| -------------------- | ------------------------------------- | ---------------------------------------- | ---------------------------------------- | ------------------------------ |
|                      | Karl II. der Kahle (832–877)          | 6. Juni 848                              | Sainte-Croix in Orléans                  | Wenilo, Erzbischof von Sens    |
| Ermentrud            | ---                                   | ---                                      | ---                                      |                                |
| Richildis            | ---                                   | ---                                      | ---                                      |                                |
|                      | Ludwig II. der Stammler (877–879)     | 8. Dezember 877                          | Saint-Corneille in Compiègne             | Hinkmar, Erzbischof von Reims  |
| Ansgard              | ---                                   | ---                                      | ---                                      |                                |
| Adelheid von Friaul  | ---                                   | ---                                      | ---                                      |                                |
|                      | Ludwig III. (879–882)                 | September 879                            | Saint-Pierre und Saint-Paul in Ferrières | Ansegis, Erzbischof von Sens   |
| Karlmann (879–884)   | September 879                         | Saint-Pierre und Saint-Paul in Ferrières | Ansegis, Erzbischof von Sens             |                                |
|                      | Odo (888–898)                         | 29. Februar 888                          | Saint-Corneille in Compiègne             | Gauthier, Erzbischof von Sens  |
| Theoderata           | ---                                   | ---                                      | ---                                      |                                |
|                      | Guido von Spoleto (888)               | März 888                                 | Langres                                  | Geilo, Bischof von Langres     |
|                      | Karl III. der Einfältige (893–923)    | 28. Januar 893                           | Notre-Dame in Reims                      | Fulko, Erzbischof von Reims    |
| Frederuna            | ---                                   | ---                                      | ---                                      |                                |
| Eadgifu              | ---                                   | ---                                      | ---                                      |                                |
|                      | Robert I. (922–923)                   | 30. Juni 922                             | Notre-Dame in Reims                      | Gauthier, Erzbischof von Sens  |
|                      | Rudolf (923–936)                      | 13. Juli 923                             | Saint-Médard in Soissons                 | Gauthier, Erzbischof von Sens  |
| Emma                 | 923                                   | Notre-Dame in Reims                      | Seulf, Erzbischof von Reims              |                                |
|                      | Ludwig IV. der Überseeische (936–954) | 19. Juni 936                             | Notre-Dame in Laon                       | Artold, Erzbischof von Reims   |
| Gerberga von Sachsen | ---                                   | ---                                      | ---                                      |                                |
|                      | Lothar (954–986)                      | 12. November 954                         | Saint-Remi in Reims                      | Artold, Erzbischof von Reims   |
| Emma von Italien     | ---                                   | ---                                      | ---                                      |                                |
|                      | Ludwig V. der Faule (979–987)         | 8. Juni 979                              | Saint-Corneille in Compiègne             | Adalbero, Erzbischof von Reims |
| Adelheid von Anjou   | ---                                   | ---                                      | ---                                      |                                |

### Kapetinger
| Bild                             | König und Königin                   | Datum                    | Ort                                          | Ausführender                                 |
| -------------------------------- | ----------------------------------- | ------------------------ | -------------------------------------------- | -------------------------------------------- |
|                                  | Hugo Capet (987–996)                | 3. Juli 987              | Notre-Dame in Noyon                          | Adalbero, Erzbischof von Reims               |
| Adelheid von Aquitanien          |                                     |                          |                                              |                                              |
|                                  | Robert II. der Fromme (987–1031)    | 25. Dezember 987         | Sainte-Croix in Orléans                      | Adalbero, Erzbischof von Reims               |
| Bertha von Burgund               |                                     |                          |                                              |                                              |
| Konstanze von der Provence       |                                     |                          |                                              |                                              |
|                                  | Hugo (1017–1025)                    | 9. Juni 1017             | Saint-Corneille in Compiègne                 | Arnulf, Erzbischof von Reims                 |
|                                  | Heinrich I. (1027–1060)             | 14. Mai 1027             | Notre-Dame in Reims                          | Ebles de Roucy, Erzbischof von Reims         |
| Mathilde                         |                                     |                          |                                              |                                              |
| Anna von Kiew                    | 19. Mai 1051                        | Notre-Dame in Reims      | Gui de Châtillon, Erzbischof von Reims       |                                              |
|                                  | Philipp I. (1059–1108)              | 23. Mai 1059             | Notre-Dame in Reims                          | Gervais de Bellême, Erzbischof von Reims     |
| Bertha von Holland               |                                     |                          |                                              |                                              |
| Bertrada von Montfort            |                                     |                          |                                              |                                              |
|                                  | Ludwig VI. der Dicke (1108–1137)    | 3. August 1108           | Sainte-Croix in Orléans                      | Daimert, Erzbischof von Sens                 |
| Adelheid von Maurienne           | 1115                                | Notre-Dame in Paris      | Daimert, Erzbischof von Sens                 |                                              |
|                                  | Philipp (1129–1131)                 | 14. April 1129           | Notre-Dame in Reims                          | Raymond de Martigné, Erzbischof von Reims    |
|                                  | Ludwig VII. der Jüngere (1131–1180) | 25. Oktober 1131         | Notre-Dame in Reims                          | Papst Innozenz II.                           |
| Eleonore von Aquitanien          | 25. Dezember 1137                   | Saint-Étienne in Bourges |                                              |                                              |
| Konstanze von Kastilien          | 1154                                | Sainte-Croix in Orléans  | Manassès de Garlande, Bischof von Orléans    |                                              |
| Adela von Champagne              | 13. November 1160                   | Notre-Dame in Paris      | Hugues de Toucy, Erzbischof von Sens         |                                              |
|                                  | Philipp II. August (1179–1223)      | 1. November 1179         | Notre-Dame in Reims                          | Guillaume de Blois, Erzbischof von Reims     |
| Isabella von Hennegau            | 29. Mai 1180                        | Saint-Denis              | Guy de Noyers, Erzbischof von Sens           |                                              |
| Ingeborg von Dänemark            | 15. August 1193                     | Notre-Dame in Amiens     |                                              |                                              |
| Agnes-Maria von Andechs-Meranien | ---                                 | ---                      | ---                                          |                                              |
|                                  | Ludwig VIII. der Löwe (1223–1226)   | 6. August 1223           | Notre-Dame in Reims                          | Guillaume de Joinville, Erzbischof von Reims |
| Blanka von Kastilien             | 6. August 1223                      | Notre-Dame in Reims      | Guillaume de Joinville, Erzbischof von Reims |                                              |
|                                  | Ludwig IX. der Heilige (1226–1270)  | 29. November 1226        | Notre-Dame in Reims                          | Jacques de Bazoches, Bischof von Soissons    |
| Margarete von der Provence       | 28. Mai 1234                        | Saint-Étienne in Sens    |                                              |                                              |
|                                  | Philipp III. der Kühne (1270–1285)  | 15. August 1271          | Notre-Dame in Reims                          | Milon de Bazoches, Bischof von Soissons      |
| Isabella von Aragón              | ---                                 | ---                      | ---                                          |                                              |
| Maria von Brabant                | 24. Juni 1275                       | Sainte-Chapelle in Paris | Pierre Barbet, Erzbischof von Reims          |                                              |
|                                  | Philipp IV. der Schöne (1285–1314)  | 6. Januar 1286           | Notre-Dame in Reims                          | Pierre Barbet, Erzbischof von Reims          |
| Johanna von Navarra              | 6. Januar 1286                      | Notre-Dame in Reims      | Pierre Barbet, Erzbischof von Reims          |                                              |
|                                  | Ludwig X. der Zänker (1314–1316)    | 3. August 1315           | Notre-Dame in Reims                          | Robert de Courtenay, Erzbischof von Reims    |
| Margarete von Burgund            | ---                                 | ---                      | ---                                          |                                              |
| Klementine von Ungarn            | 3. August 1315                      | Notre-Dame in Reims      | Robert de Courtenay, Erzbischof von Reims    |                                              |
|                                  | Philipp V. der Lange (1316–1322)    | 9. Januar 1317           | Notre-Dame in Reims                          | Robert de Courtenay, Erzbischof von Reims    |
| Johanna von Burgund              | 9. Januar 1317                      | Notre-Dame in Reims      | Robert de Courtenay, Erzbischof von Reims    |                                              |
|                                  | Karl IV. der Schöne (1322–1328)     | 21. Februar 1322         | Notre-Dame in Reims                          | Robert de Courtenay, Erzbischof von Reims    |
| Blanka von Burgund               | ---                                 | ---                      | ---                                          |                                              |
| Maria von Luxemburg              | 15. Mai 1323                        | Sainte-Chapelle in Paris |                                              |                                              |
| Johanna von Évreux               | 11. Mai 1326                        | Sainte-Chapelle in Paris |                                              |                                              |

### Haus Valois
| Bild                           | König und Königin                    | Datum                    | Ort                                             | Ausführender                                    |
| ------------------------------ | ------------------------------------ | ------------------------ | ----------------------------------------------- | ----------------------------------------------- |
|                                | Philipp VI. (1328–1350)              | 29. Mai 1328             | Notre-Dame in Reims                             | Guillaume de Trie, Erzbischof von Reims         |
| Johanna von Burgund            | 29. Mai 1328                         | Notre-Dame in Reims      | Guillaume de Trie, Erzbischof von Reims         |                                                 |
| Blanka von Navarra             | ---                                  | ---                      | ---                                             |                                                 |
|                                | Johann II. der Gute (1350–1364)      | 26. September 1350       | Notre-Dame in Reims                             | Jean de Vienne, Erzbischof von Reims            |
| Johanna von Auvergne           | 26. September 1350                   | Notre-Dame in Reims      | Jean de Vienne, Erzbischof von Reims            |                                                 |
|                                | Karl V. der Weise (1364–1380)        | 19. Mai 1364             | Notre-Dame in Reims                             | Jean de Craon, Erzbischof von Reims             |
| Johanna von Bourbon            | 19. Mai 1364                         | Notre-Dame in Reims      | Jean de Craon, Erzbischof von Reims             |                                                 |
|                                | Karl VI. der Wahnsinnige (1380–1422) | 4. November 1380         | Notre-Dame in Reims                             | Richard Picque, Erzbischof von Reims            |
| Isabella von Bayern            | 23. August 1389                      | Sainte-Chapelle in Paris |                                                 |                                                 |
|                                | Karl VII. der Siegreiche (1422–1461) | 17. Juli 1429            | Notre-Dame in Reims                             | Renaud de Chartres, Erzbischof von Reims        |
| Maria von Anjou                | ---                                  | ---                      | ---                                             |                                                 |
|                                | Heinrich von England (1431–1436)     | 16. Dezember 1431        | Notre-Dame in Paris                             | Kardinal Henry Beaufort                         |
|                                | Ludwig XI. der Kluge (1461–1483)     | 15. August 1461          | Notre-Dame in Reims                             | Jean Juvénal des Ursins, Erzbischof von Reims   |
| Charlotte von Savoyen          | ---                                  | ---                      | ---                                             |                                                 |
|                                | Karl VIII. (1483–1498)               | 20. Mai 1484             | Notre-Dame in Reims                             | Pierre de Montfort-Laval, Erzbischof von Reims  |
| Anna von Bretagne              | 8. Februar 1492                      | Saint-Denis              | André d’Espinay, Erzbischof von Bordeaux        |                                                 |
|                                | Ludwig XII. (1498–1515)              | 27. Mai 1498             | Notre-Dame in Reims                             | Guillaume Briçonnet, Erzbischof von Reims       |
| Johanna von Valois             | ---                                  | ---                      | ---                                             |                                                 |
| Anna von Bretagne              | 18. November 1504                    | Saint-Denis              | Georges d’Amboise, Erzbischof von Rouen         |                                                 |
| Maria Tudor                    | 5. November 1514                     | Saint-Denis              | Guillaume Briçonnet, Erzbischof von Reims       |                                                 |
|                                | Franz I. (1515–1547)                 | 25. Januar 1515          | Notre-Dame in Reims                             | Robert de Lenoncort, Erzbischof von Reims       |
| Claudia von Valois             | 10. Mai 1517                         | Saint-Denis              |                                                 |                                                 |
| Eleonore von Kastilien         | 5. März 1531                         | Saint-Denis              |                                                 |                                                 |
|                                | Heinrich II. (1547–1559)             | 26. Juli 1547            | Notre-Dame in Reims                             | Charles de Lorraine-Guise, Erzbischof von Reims |
| Katharina von Medici           | 10. Juni 1549                        | Saint-Denis              |                                                 |                                                 |
|                                | Franz II. (1559–1560)                | 18. September 1559       | Notre-Dame in Reims                             | Charles de Lorraine-Guise, Erzbischof von Reims |
| Maria Stuart                   | ---                                  | ---                      | ---                                             |                                                 |
|                                | Karl IX. (1560–1574)                 | 15. Mai 1561             | Notre-Dame in Reims                             | Charles de Lorraine-Guise, Erzbischof von Reims |
| Elisabeth von Österreich       | 25. März 1571                        | Saint-Denis              | Charles de Lorraine-Guise, Erzbischof von Reims |                                                 |
|                                | Heinrich III. (1574–1589)            | 13. Februar 1575         | Notre-Dame in Reims                             | Louis de Lorraine-Guise, Bischof von Metz       |
| Luise von Lothringen-Vaudémont | ---                                  | ---                      | ---                                             |                                                 |

### Haus Bourbon
| Bild                            | König und Königin        | Datum            | Ort                    | Ausführender                                            |
| ------------------------------- | ------------------------ | ---------------- | ---------------------- | ------------------------------------------------------- |
|                                 | Heinrich IV. (1589–1610) | 27. Februar 1594 | Notre-Dame in Chartres | Nicolas de Thou, Bischof von Chartres                   |
| Margarete von Valois            | ---                      | ---              | ---                    |                                                         |
| Maria von Medici                | 13. Mai 1610             | Saint-Denis      |                        |                                                         |
|                                 | Ludwig XIII. (1610–1643) | 17. Oktober 1610 | Notre-Dame in Reims    | François de Joyeuse, Erzbischof von Rouen               |
| Anna von Österreich             | ---                      | ---              | ---                    |                                                         |
|                                 | Ludwig XIV. (1643–1715)  | 7. Juni 1654     | Notre-Dame in Reims    | Simon Legras, Bischof von Soissons                      |
| Maria Teresa von Spanien        | ---                      | ---              | ---                    |                                                         |
|                                 | Ludwig XV. (1715–1774)   | 25. Oktober 1722 | Notre-Dame in Reims    | Armand Jules de Rohan-Gémené, Erzbischof von Reims      |
| Maria Leszczyńska               | ---                      | ---              | ---                    |                                                         |
|                                 | Ludwig XVI. (1774–1792)  | 11. Juni 1775    | Notre-Dame in Reims    | Charles-Antoine de la Roche-Aymon, Erzbischof von Reims |
| Marie Antoinette von Österreich | ---                      | ---              | ---                    |                                                         |

### Erstes Kaiserreich
| Bild                        | Kaiser und Kaiserin     | Datum               | Ort                 | Ausführender  |
| --------------------------- | ----------------------- | ------------------- | ------------------- | ------------- |
|                             | Napoleon I. (1804–1814) | 2. Dezember 1804    | Notre-Dame in Paris | Selbstkrönung |
| Joséphine de Beauharnais    | 2. Dezember 1804        | Notre-Dame in Paris | Kaiser Napoleon I.  |               |
| Marie-Louise von Österreich | ---                     | ---                 | ---                 |               |

### Restauration
| Bild | König und Königin   | Datum        | Ort                 | Ausführender                                 |
| ---- | ------------------- | ------------ | ------------------- | -------------------------------------------- |
|      | Karl X. (1824–1830) | 29. Mai 1825 | Notre-Dame in Reims | Jean Baptiste de Latil, Erzbischof von Reims |

## Weitere Besonderheiten

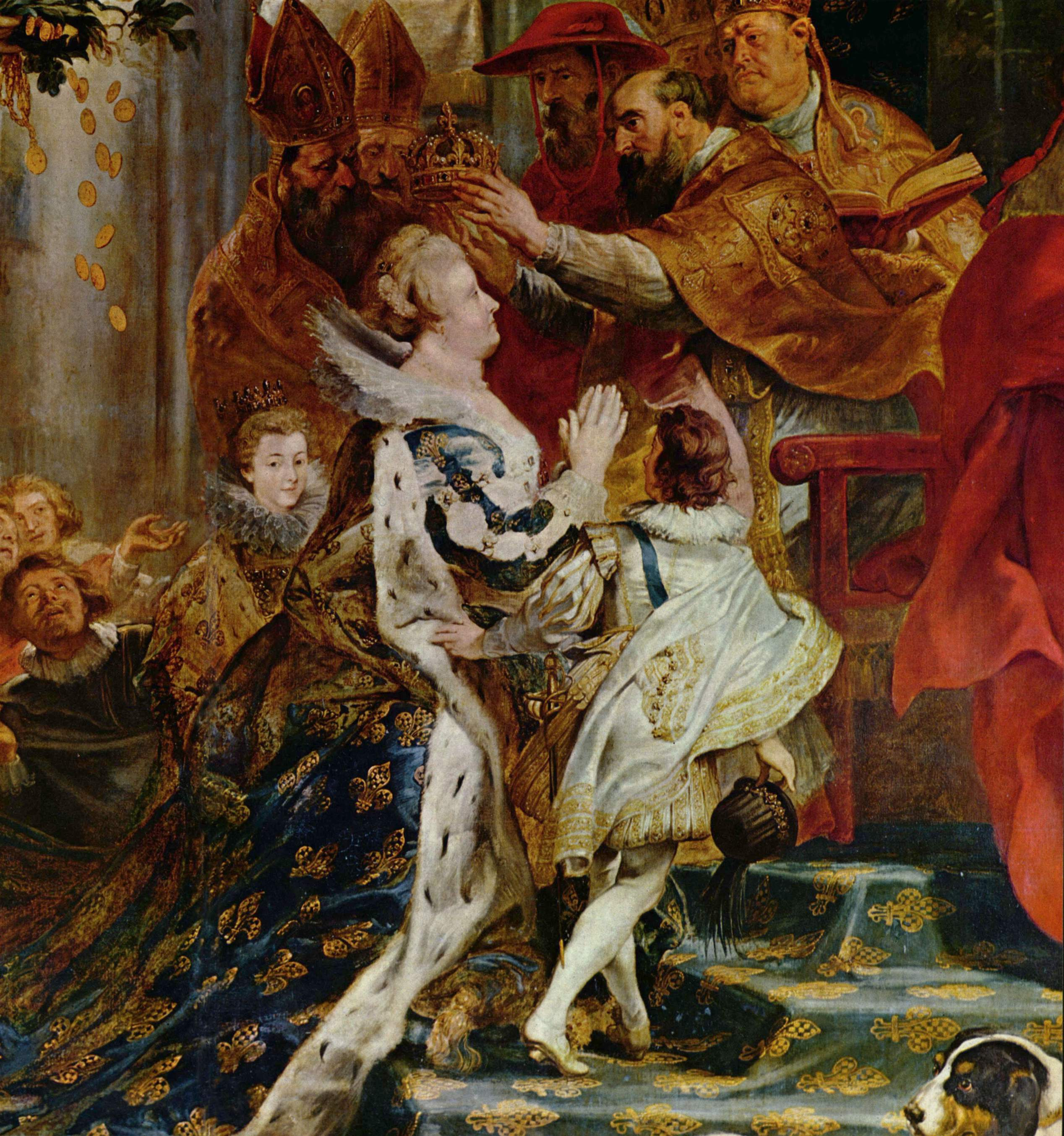
Maria von Medici war 1610 die letzte französische Königin, die gekrönt wurde. Gemäldeausschnitt von Peter Paul Rubens, um 1625.

- Neben der Kaiserkrönung Karls des Kahlen wurden Ludwig II. der Stammler und Ludwig VII. der Jüngere von Päpsten gekrönt, letzterer gar bei seiner Erstkrönung. Bei der Selbstkrönung von Napoleon Bonaparte zum Kaiser der Franzosen war Papst Pius VII. anwesend.
- Die Könige Karl der Dicke, Johann I., Ludwig XVIII. und Ludwig Philipp I., sowie Kaiser Napoleon III. wurden nicht gekrönt. Karl der Dicke wurde lediglich von den westfränkischen Großen anerkannt, Johann I. war ein Säugling der nach wenigen Tagen starb und Ludwig XVIII. verzichtete aus gesundheitlichen Gründen. Ludwig Philipp I. (1830) und Napoleon III. (1852) wurden in ihr Amt proklamiert.
- Guido von Spoleto wurde im März 888 als Gegenprätendent zu König Odo von den führenden burgundischen Großen zum westfränkischen König gewählt und gekrönt. Nachdem sich schnell seine Unterlegenheit gegenüber Odo offenbart hatte, zog sich Guido noch im selben Jahr nach Italien zurück und verzichtete auf das westfränkische Königtum.[4]
- König Heinrich VI. von England wurde während des hundertjährigen Krieges 1431 in Paris zum (Gegen)König von Frankreich gekrönt. Bei der Zeremonie waren ausschließlich englische Lords anwesend, die Krone empfing der junge König aus der Hand seines Onkels. Der französische Adel blieb dem fern und erkannte stattdessen Karl VII. an, der bereits 1429 in Reims gekrönt worden war.
- Die Krönung des ersten Bourbonen Heinrich IV. stellt eine Ausnahme dar, da sie nach der bereits etablierten Tradition nicht in Reims, sondern in Chartres stattfand. Während des noch stattfindenden Religionskrieges wurde ihm von der katholischen Liga der Einzug in Reims verweigert. Auch konnte deshalb nicht das Salböl des Chlodwig benutzt werden, weshalb man auf das des heiligen Martin von Tours zurückgriff, welches in der Abtei Marmoutier verwahrt wird.
- In Bourges fand die einzige Krönung südlich der Loire statt, anlässlich der Krönung Eleonores von Aquitanien mit ihrem Ehemann König Ludwig VII. im Jahr 1137.
- Königin Ingeborg von Dänemark wurde noch am Tag ihrer Krönung von ihrem Ehemann, König Philipp II. August, verstoßen, nur einen Tag nachdem sie ihn geheiratet hatte.
- Anna von Bretagne war die einzige Königin die zwei Mal gekrönt wurde, als Ehefrau zweier Könige.
- Der größte zeitliche Abstand zwischen Amtsantritt und Krönung betrug elf Jahre, solange musste der Sonnenkönig Ludwig XIV. warten. Erst nach sieben Jahren konnte Karl VII. von Jeanne d’Arc nach Reims geführt werden, Heinrich IV. beging erst nach fünf Jahren seine Krönung.